# Rádio Bandeirantes Goiânia
Rádio Bandeirantes Goiânia é uma emissora de rádio da cidade de Goiânia, opera na frequência FM 98,7 MHz. Já operou em AM 820 por muitos anos e foi conhecida como Rádio Jornal de Goiás e Rádio 820 AM. Desde 2013, é afiliada à Rádio Bandeirantes, mas possuindo programação local, como Opinião em Debate, Jornal Bandeirantes, Nossa Área, Esporte em Debate, Rádio Livre, Band Esporte Clube, entre outros, além de exibir alguns programas nacionais - Jornal Gente e Bastidores do Poder.

## Controvérsias
Durante a transmissão de partida entre Goiás e Londrina válida pelo Brasileirão Série B, em 17 de julho de 2021, o narrador Romes Xavier e o comentarista Vinícius Lima realizaram comentários de cunho racista sobre o cabelo do meia Celsinho. Xavier comentou que o jogador "tomou uma pancada no tornozelo esquerdo, está levantando mas o cabelo dele deve pesar demais", dando a deixa para Lima comentar que o cabelo de Celsinho "parece mais um bandeira de feijão [...] a cabeça dele do que um verdadeiro cabelo. Não é porque eu já estou perdendo os cabelos que eu vou achar um negócio imundo desses bonito. Parece mesmo uma bandeira de feijão". Após a repercussão negativa do registro na internet, o Londrina divulgou nota de repúdio contra os profissionais, estes que também foram as redes sociais pedir desculpas pelos comentários. A Rádio Bandeirantes Goiânia também divulgou nota repudiando a atitude dos profissionais, afirmando que as expressões utilizadas durante a transmissão do jogo "não refletem, sob nenhuma hipótese, a opinião e o posicionamento da Rádio Bandeirantes Goiânia, que tem as suas premissas pautadas no respeito ao ser humano, na lisura e imparcialidade da informação". A emissora recomendou que a Equipe Feras do Esporte rescindisse os contratos de Xavier e Lima, confirmado em comunicado posterior assinado por Nivaldo Carvalho.

## Mudanças no esporte
Em 4 de julho de 2022, foi anunciado que a equipe Feras do Esporte, comandada por Nivaldo Carvalho e que atuava na Rádio Bandeirantes de forma terceirizada deixaria a emissora no fim do mês pois o contrato não foi renovado. A partir de 1 de agosto, a emissora passa a cuidar sozinha da programação esportiva, tendo pra tanto a criação de uma equipe própria, herdando alguns profissionais da equipe de Nivaldo, que vai para outra rádio do Grupo Band em Goiás, a BandNews FM.